# Массовые беспорядки в Вильнюсе (2009)

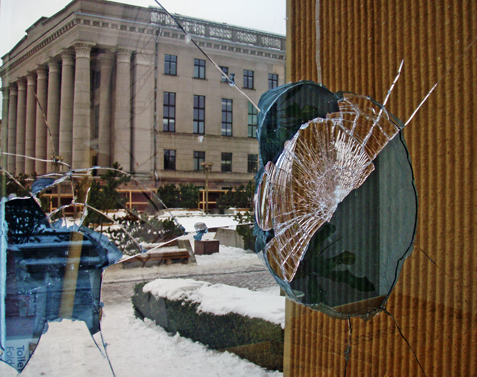
Разбитое окно Сейма напротив Национальной библиотеки

Беспоря́дки в Ви́льнюсе — нарушения общественного порядка, прошедшие в Вильнюсе 16 января 2009 года в связи с экономическим кризисом, охватившим страну.
16 января в 12 часов Конфедерация профсоюзов устроили митинги у зданий Сейма и правительства Литвы, на котором, как предполагалось, представители разных профессий из различных городов и местностей Литвы должны были выразить протест против осуществляемой политики правительства Андрюса Кубилюса.
В митинге приняло участие около 7000 человек. Участники требовали остановить экономические реформы правящей коалиции, призывали председателя Сейма Арунаса Валинскаса выйти к народу, скандировали лозунги. Мирная акция перешла в беспорядки, когда часть участников протеста двинулась по проспекту Гядиминаса к зданию правительства, другие обошли здание парламента и начали забрасывать окна Сейма снежками, яйцами, камнями и бутылками, запускать дымовые шашки, скандировать «Литва», «Долой Сейм», «Позор». Полиция для рассеивания толпы применила газовые гранаты со слезоточивым газом и дубинки; полицейских забрасывали камнями, картофелем и яйцами. Пострадало 15 человек, из них 4 полицейских, 11 участников беспорядков; один из протестующих получил пулевое ранение в голову, другому газовой гранатой оторвало часть пальца. 
Причинённый ущерб оценивается в два миллиона литов. По заявлению генерального комиссара полиции Визгирдаса Теличенаса, был задержан 151 участник  беспорядков. 32 оставлены на двое суток под арестом, остальные после снятия показаний освобождены. Митинг у здания правительства на площади Винцаса Кудирки прошёл без эксцессов. В тот же день состоялся массовый митинг (около трёх тысяч участников) в Шяуляй и пикет у посольства Литвы в Латвии.